# Leandro Machado (treinador de futebol)
Leandro Altair Machado, mais conhecido como Leandro Machado (Sapiranga, 15 de Julho de 1963), é um treinador de futebol brasileiro. Atualmente, está sem clube.

## Carreira
Formado em Educação Física pela UNISINOS, em 1994. começando sua carreira como Preparador Físico dos juniores do Novo Hamburgo, e ainda esteve nessa função no Ypiranga de Erechim, Juventude, retornou ao Novo Hamburgo e Juventude, Taubaté e retornou ao Juventude. em seguida passou a ser assistente, no próprio Juventude, em 1999. e depois no Al-Hilal, Internacional e Goiás. iniciando como treinador principal no Verdy Tokyo, do Japão. depois retomou como assistente, no Internacional e Guarani, em 2004.
Depois retornou como treinador, no Ulbra e depois passou por 15 Novembro, América Mineiro, Caxias, Criciúma, Náutico onde o dirigiu durante o Brasileirão de 2008. Esteve ainda no Chapecoense, Esportivo, Joinville e Veranópolis. Retornou ao comando do Esportivo e comandou o Santo Ângelo.

## Retorno em 2024
Em fevereiro de 2024, após oito anos sem trabalhos no futebol, foi anunciado como novo treinador do Passo Fundo para a disputa da Divisão de Acesso. Em campo, fez uma grande campanha, terminando a primeira fase com 27 pontos. Nas quartas de final, passou pelo Lajeadense, nos pênaltis. Porém, na semifinal, bateu na trave na disputa pelo acesso, perdendo a vaga para o Monsoon nas penalidades. No total, Machado obteve 59% de aproveitamento pelo tricolor na Série A2, mas, acabou não tendo o seu contrato renovado após o término da competição, deixando o clube.
O bom trabalho, recolocou Machado no mercado, e em fevereiro de 2025, foi anunciado como novo treinador do Glória. Sua passagem pelo Leão da Serra teve fim em 7 de junho de 2025, quando após a derrota por 1 a 0, para o Bagé, em casa, o treinador pediu demissão do clube, o deixando na 5ª rodada da Divisão de Acesso, com três empates e duas derrotas em cinco jogos.

## Títulos
15 de Novembro
- Copa Emídio Perondi: 2006